# San Cristóbal (Morropón)
San Cristóbal es un caserío peruano ubicado en el distrito de Yamango, perteneciente a la provincia de Morropón del departamento de Piura, al norte del Perú. 

## Ubicación
San Cristóbal se ubica al noreste de la provincia de Morropón, en el distrito de Yamango, en el departamento de Piura.

## Demografía
En 2017 San Cristóbal tenía una población de 140 habitantes.
| Gráfica de evolución demográfica de San Cristóbal entre 1993 y 2017 |
|                                                                     |
| Fuentes: Población 1993 y 2017                                      |